# Krystian Ciemała
Krystian Ciemała (ur. 14 sierpnia 1969) – polski lekkoatleta, trójskoczek, mistrz i reprezentant Polski.

## Kariera sportowa
Był zawodnikiem Piasta Cieszyn i AZS-AWF Biała Podlaska.
Na mistrzostwach Polski seniorów na otwartym stadionie zdobył cztery medale w trójskoku: złote w 1996 i 1997, srebrny w 1994 i brązowy w 1998. W halowych mistrzostwach Polski seniorów wywalczył w trójskoku siedem medali: złote w 1996 i 1998, srebrne w 1994, 1995 i 1999 i brązowe w 1991 i 1997.
trzykrotnie reprezentował Polskę na zawodach I ligi Pucharu Europy w lekkoatletyce (II poziom rozgrywek). W 1994 zajął 2. miejsce, z wynikiem 16,38, w 1996 - 4. miejsce, z wynikiem 16,28, w 1997 - 5. miejsce, z wynikiem 16,67. 
Pracuje jako nauczyciel wychowania fizycznego i trener lekkiej atletyki. W 2002 startował bez sukcesu w wyborach na burmistrza Cieszyna, jako kandydat Komitetu Obywatelskiego Śląska Cieszyńskiego, w 2015 również bez sukcesu w wyborach do Sejmu, z listy Komitetu Wyborczego Wyborców „Kukiz'15” (zdobył 869 głosów)
Rekord życiowy w trójskoku: 16,83 (21.06.1997). 